# Erigone nepalensis
Erigone nepalensis là một loài nhện trong họ Linyphiidae.
Loài này thuộc chi Erigone. Erigone nepalensis được Jörg Wunderlich miêu tả năm 1983.